# من سربه‌راهم
من سربه‌راهم (به انگلیسی: I Walk the Line) آهنگی است که توسط جانی کش نوشته شده و در سال ۱۹۵۶ ضبط شده است. پس از سه هفته تلاش در جدول، این آهنگ نخستین تک‌آهنگ شماره یک بیلبورد برای کش شد. این تک‌آهنگ برای بیش از ۴۳ هفته در جدول ضبط موسیقی ماند و بیش از ۲ میلیون کپی از آن به فروش رفت. این آهنگ در بسیاری از آلبوم‌های پرآهنگ سان رکوردز حضور داشت.